# Steve Zissis
 (septembre 2019).
Si vous disposez d'ouvrages ou d'articles de référence ou si vous connaissez des sites web de qualité traitant du thème abordé ici, merci de compléter l'article en donnant les références utiles à sa vérifiabilité et en les liant à la section « Notes et références ».
Steve Zissis, né le 17 décembre 1975, est un acteur, scénariste et producteur américain. 
Ami de longue date de Jay et Mark Duplass, il est surtout connu pour sa participation à la production et coproductions de films, tels que Baghead (2008), Cyrus (2010), The Do-Deca-Pentathlon (2012) et The TV. série Ensemble (2015-2016). Il est également apparu dans d'autres films et émissions de télévision, y compris le film 2013 Her.

## Biographie
Zissis est né le 17 décembre 1975 à la Nouvelle-Orléans, en Louisiane. Il est d'origine grecque et a fréquenté un lycée jésuite entièrement masculin. Mark Duplass et Jay Duplass étaient ses camarades de classe. Cependant Zissis était plus proche de Mark (âge plus proche). Zissis était fortement passionné de musique et de théâtre musical.
Zissis a fait ses débuts au cinéma lors du court métrage Climbing Out (2002). Il a ensuite joué dans The Intervention, un court métrage réalisé par Jay Duplass et écrit par Mark Duplass. Zissis est ensuite apparu dans le court métrage Momma's Boy. En 2008, Zissis a joué le rôle principal dans le film Baghead, écrit et réalisé par Mark Duplass et Jay Duplass, présenté en première mondiale au Festival de Sundance le 22 janvier 2008. Au festival, il a été acquis par Sony Pictures Classics et est sorti le 13 juillet 2008. La même année, Zissis apparaît dans le court métrage Loveolution et fait ses débuts à la télévision dans The Office.
En 2009, Zissis est apparu dans The Overbook Brothers, dont la première mondiale a eu lieu à South by Southwest  La même année, Zissis est apparu dans Sunday Morning, The League,et Prototype. En 2010, Zissis est apparu dans Cyrus.  Zissis est apparu dans deux épisodes de Parks and Recreation.  La même année, Zissis écrit, réalise, produit et monte le court métrage Kleshnov.  En 2011, Zissis est apparu dans Jeff, Who Lives at Home, écrit par Mark Duplass et Jay Duplass  Le film a été présenté en première mondiale au Festival international du film de Toronto le 14 septembre 2011.
Zissis a joué en 2012 le rôle principal dans The Do-Deca-Pentathlon, également écrit par Mark et Jay Duplass, qui a également réalisé le film, dont la première a eu lieu à South by Southwest en mars 2012 . Le film est sorti le 26 juin 2012, par vidéo à la demande, avant une sortie limitée le 26 juin 2012.  En 2013, Zissis a annoncé le rôle de Milo dans Bad Milo, créé pour la première fois à South by Southwest en mars 2013 et publié en août 2013. La même année, il est également apparu dans Her de Spike Jonze. 
En collaboration avec les frères Duplass, Zissis a créé la série télévisée HBO Togetherness; Zissis a également joué dans la série en tant que meilleur ami du personnage de Mark Duplass. La série a été créée le 11 janvier 2015 et a duré deux saisons.

## Filmographie

### Cinéma

#### Courts métrages
- 2002 : Climbing Out : Bryant
- 2005 : The Intervention : Steve
- 2006 : Momma's Boy : George
- 2008 : Loveolution : Daddy
- 2010 : Kleshnov : Kleshnov

#### Longs métrages
- 2008 : Baghead : Chad
- 2009 : The Overbook Brothers : George
- 2009 : Prototype : Irvin Marquand
- 2010 : Cyrus : Rusty
- 2011 : Jeff, Who Lives at Home : Steve
- 2012 : The Do-Deca-Pentathlon : Mark
- 2013 : Bad Milo : Milo (voix)
- 2013 : Her : New Sweet Boyfriend of Mother Who Dated Pricks[Quoi ?]
- 2016 : Another Evil : Dan
- 2017 : The House : Carl Shackler
- 2018 : Don't Worry, He Won't Get Far on Foot : Elias
- 2018 : The Front Runner : Tom Fiedler
- 2019 : Happy Death Day 2U : Dean Bronson

### Télévision
- 2008 : The Office : Inconnu (1 épisode)
- 2009 : Sunday Morning (téléfim) : Le directeur
- 2009 : The League : Craig (1 épisode)
- 2009–2010 : Parks and Recreation : Gray / Michael (2 épisodes)
- 2012 : Private Practice : Todd Reiter (1 épisode)
- 2013 : Arrested Development : Chuck Le Canadien (1 épisode)
- 2014 : Trophy Wife : Clerk (1 épisode)
- 2015–2016 : Togetherness : Alex Pappas : (16 épisodes; aussi consultant producteur et créateur)
- 2016 : Animals : Mari (voix) (1 épisode)
- 2017 – 2019 : I'm Sorry : Voisin Sandy (l'homme au short)  (5 épisodes)
- 2020 : The Comey Rule : Jim Baker